# Kanton Albi-Střed
Kanton Albi-Střed (francouzsky Canton d'Albi-Centre) je francouzský kanton v departementu Tarn v regionu Midi-Pyrénées. Tvoří ho pouze centrum města Albi.